# 多毛知风草
多毛知风草（学名：Eragrostis pilosissima）为禾本科画眉草属下的一个种。它主要分佈於东南亚以及中華人民共和國的广东、福建、台湾、江西等省的干燥山坡草地。

## 扩展阅读
- 維基物種上的相關：多毛知风草